# Planet (Schiff, 1967)
Die Planet war ein deutsches Wehrforschungsschiff und die unmittelbare Vorgängerin des 2005 in Dienst gestellten Doppelrumpfschiffs gleichen Namens.

## Lebenslauf
Das Schiff wurde von der Forschungsanstalt der Bundeswehr für Wasserschall und Geophysik eingesetzt und hatte Kiel als Heimathafen. Auf dem Schiff hatten bis zu 12 Wissenschaftler Platz, es war in der Lage, mehrwöchige Forschungsfahrten durchzuführen.

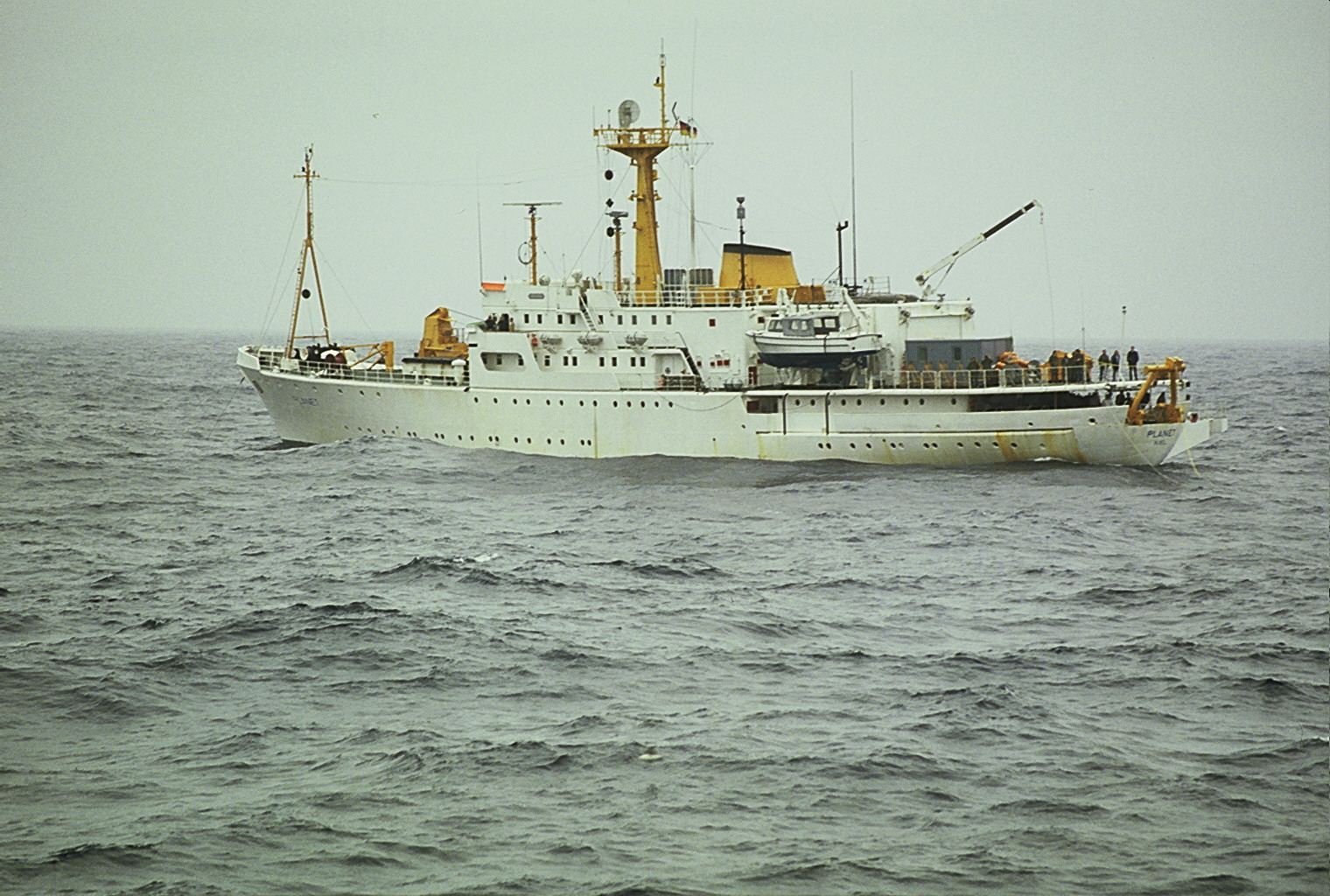
Planet vor Anker in isländischen Gewässern (1988)

Das Schiff hatte während seiner Dienstzeit bei 575 Seereisen mit insgesamt 6.000 Seetagen 675.000 Seemeilen zurückgelegt. Es wurde am 31. März 2004 außer Dienst gestellt und in Wilhelmshaven im Ausrüstungshafen vor dem Neuen Hafentor aufgelegt.
Im Jahr 2006 wurde das Schiff an einen Käufer in St. Vincent und den Grenadinen verkauft, der es zu einer Großyacht umbauen lassen wollte. Im April 2007 ging es in den Besitz der Interessengemeinschaft zur Erhaltung historischer Fahrzeuge e. V. und lag an der Wiesbadenbrücke in Wilhelmshaven, von wo es Anfang August 2012 zum Verschrotten nach Aliağa geschleppt wurde.

## Trivia
Für die RTL-Produktion Bermuda-Dreieck Nordsee war die Planet im August 2010 Drehort für die Kommandozentrale der Umweltaktivisten.